# Farrukhabad (Distrikt)
Der Distrikt Farrukhabad (Hindi फ़र्रुख़ाबाद ज़िला, Urdu ضلع فرخ آباد) ist ein Distrikt im indischen Bundesstaat Uttar Pradesh.
Farrukhabad liegt im zentralen Westen von Uttar Pradesh in der Division Kanpur. Der Distrikt liegt 130 km nordwestlich der Stadt Kanpur. Die Ramganga fließt entlang der östlichen Distriktgrenze, während der Ganges den östlichen Teil des Distrikts durchströmt. Im südlichen Distrikt verläuft die Kali (Kali Nadi), ein rechter Nebenfluss des Ganges.
Die Distriktverwaltung befindet sich in der Stadt Fatehgarh.
Der Distrikt Farrukhabad umfasst 2181 km².

## Bevölkerung
Die Einwohnerzahl von Farrukhabad betrug beim Zensus 2011 1.885.204. 10 Jahre zuvor waren es noch 1.570.408. Das Geschlechterverhältnis lag bei 874 Frauen auf 1000 Männer. Die Alphabetisierungsrate betrug 69,04 % (77,40 % bei Männern, 59,44 % bei Frauen). 84,67 % der Bevölkerung waren Hindus, 14,69 % Muslime.

## Verwaltungsgliederung
Der Distrikt ist in 3 Tehsils gegliedert:
- Amritpur
- Farrukhabad
- Kaimganj

Städte vom Typ eines Nagar Palika Parishad sind:
- Farrukhabad
- Kaimganj

Städte vom Typ eines Nagar Panchayat sind:
- Kamalganj
- Kampil
- Mohammadabad
- Shamsabad

Ferner bildet die Garnisonsstadt Fatehgarh ein Cantonment Board.